# Kävlinge (stacja kolejowa)
Kävlinge (szwedzki) – stacja kolejowa w Kävlinge, w regionie Skania, w Szwecji. Została wybudowana w latach 1885 - 1886, zaprojektowana przez Fryderyka syna Posse. Budynek wzniesiony został z czerwonej cegły.

## Historia
Stacja została wybudowana przez Malmö–Billesholms Järnväg (MBJ) w 1886 roku. Tego samego roku oddano także linię do Lund. W 1893 kolej połączyła Kävlinge z Landskroną. W 1906 zbudowano linię do Sjöbo, a 1907 do Barsebäckshamn.

## Obecnie
Stacja Kävlinge znajduje się wzdłuż Västkustbanan, od której odchodzi Godsstråket genom Skåne. Pociągi kursują w kierunku Lund, Malmö, Landskrona i Teckomatorp. Wcześniej= istniały linie do Sjöbo i Barsebäckshamn Na stacji zatrzymują się pociągi Pågatågen na linii Malmö - Ängelholm (poprzez Landskronę) i Malmö - Helsingborg (poprzez Teckomatorp). Oprócz tego zatrzymuje się tu także pociąg Öresundståg.

## Linie kolejowe
- Västkustbanan
- Godsstråket genom Skåne